# Seznam dílů seriálu Pád
Toto je seznam dílů seriálu Pád. Britsko-irský dramatický televizní seriál Pád měl premiéru na stanici RTÉ One 12. května 2013.

## Přehled řad
| Řada | Díly | Premiéra v USA    | Premiéra v USA    | Premiéra v ČR | Premiéra v ČR  |
| Řada | Díly | První díl         | Poslední díl      | První díl     | Poslední díl   |
| ---- | ---- | ----------------- | ----------------- | ------------- | -------------- |
| 1    | 5    | 12. května 2013   | 9. června 2013    | 1. září 2018  | 15. září 2018  |
| 2    | 6    | 9. listopadu 2014 | 17. prosince 2014 | 16. září 2018 | 6. října 2018  |
| 3    | 6    | 25. září 2016     | 28. října 2016    | 7. října 2018 | 27. října 2018 |

## Seznam dílů

### První řada (2013)
| Č. v seriálu | Č. v řadě | Původní název       | Český název       | Režie            | Scénář       | Premiéra v Irsku | Premiéra v ČR |
| ------------ | --------- | ------------------- | ----------------- | ---------------- | ------------ | ---------------- | ------------- |
| 1            | 1         | Dark Descent        | Mrákotný sestup   | Jakob Verbruggen | Allan Cubitt | 12. května 2013  | 1. září 2018  |
| 2            | 2         | Darkness Visible    | Viditelná temnota | Jakob Verbruggen | Allan Cubitt | 19. května 2013  | 2. září 2018  |
| 3            | 3         | Insolence & Wine    | Vilnost a víno    | Jakob Verbruggen | Allan Cubitt | 26. května 2013  | 8. září 2018  |
| 4            | 4         | My Adventurous Song | Má smělá píseň    | Jakob Verbruggen | Allan Cubitt | 2. června 2013   | 9. září 2018  |
| 5            | 5         | The Vast Abyss      | Bezedná propast   | Jakob Verbruggen | Allan Cubitt | 9. června 2013   | 15. září 2018 |

### Druhá řada (2014)
| Č. v seriálu | Č. v řadě | Původní název               | Český název            | Režie        | Scénář       | Premiéra v Irsku   | Premiéra v ČR |
| ------------ | --------- | --------------------------- | ---------------------- | ------------ | ------------ | ------------------ | ------------- |
| 6            | 1         | These Troublesome Disguises | Šaty obtížné           | Allan Cubitt | Allan Cubitt | 9. listopadu 2014  | 16. září 2018 |
| 7            | 2         | Night Darkens the Streets   | Noční mrak stíní ulice | Allan Cubitt | Allan Cubitt | 16. listopadu 2014 | 22. září 2018 |
| 8            | 3         | Beauty Hath Strange Power   | Krása má zvláštní moc  | Allan Cubitt | Allan Cubitt | 23. listopadu 2014 | 23. září 2018 |
| 9            | 4         | The Mind is its Own Place   | Mysl jest mu příbytkem | Allan Cubitt | Allan Cubitt | 30. listopadu 2014 | 29. září 2018 |
| 10           | 5         | The Perilous Edge of Battle | V davu bitvy vražedné  | Allan Cubitt | Allan Cubitt | 7. prosince 2014   | 30. září 2018 |
| 11           | 6         | What is in Me Dark Illumine | Osvětliž mysli temnotu | Allan Cubitt | Allan Cubitt | 17. prosince 2014  | 6. října 2018 |

### Třetí řada (2016)
| Č. v seriálu | Č. v řadě | Původní název         | Český název            | Režie        | Scénář       | Premiéra v Irsku | Premiéra v ČR  |
| ------------ | --------- | --------------------- | ---------------------- | ------------ | ------------ | ---------------- | -------------- |
| 12           | 1         | Silence and Suffering | Ticho a trýzeň         | Allan Cubitt | Allan Cubitt | 25. září 2016    | 7. října 2018  |
| 13           | 2         | His Troubled Thoughts | Neklidná jeho mysl     | Allan Cubitt | Allan Cubitt | 2. října 2016    | 13. října 2018 |
| 14           | 3         | The Gates of Light    | Brány světla           | Allan Cubitt | Allan Cubitt | 9. října 2016    | 14. října 2018 |
| 15           | 4         | The Hell Within Him   | Peklo v něm            | Allan Cubitt | Allan Cubitt | 16. října 2016   | 20. října 2018 |
| 16           | 5         | Wounds of Deadly Hate | Raněn smrtelnou vášní  | Allan Cubitt | Allan Cubitt | 23. října 2016   | 21. října 2018 |
| 17           | 6         | Their Solitary Way    | Po cestě pusté kráčejí | Allan Cubitt | Allan Cubitt | 28. října 2016   | 27. října 2018 |